# 兼西茂
兼西 茂（かねにし しげる、1953年（昭和28年）3月5日 - ）は、日本の政治家。徳島県つるぎ町長（6期）。

## 経歴
美馬郡半田町（現在のつるぎ町）で生まれる。徳島県立三好農林高等学校（現在の徳島県立池田高等学校三好校）卒業。高校卒業後は葬祭業の会社を立ち上げた。
その後、旧半田町議会議員を経て同町の町長に就任、2期を務めた。2005年（平成17年）3月1日、半田町・貞光町・一宇村の3町村が合併してつるぎ町が誕生。これに伴って行われた町長選挙に立候補し初当選した。2009年（平成21年）から4期連続の無投票当選。現在、6期目。
2013年（平成25年）、徳島県町村会会長に就任した。